# Rhinocypha vitrinella
Rhinocypha vitrinella là loài chuồn chuồn trong họ Chlorocyphidae. Loài này được Fraser mô tả khoa học đầu tiên năm 1935.